# Ring Ring Ring (Ha Ha Hey)
Ring Ring Ring (Ha Ha Hey) is een nummer van het Amerikaanse raptrio De La Soul uit 1991. Het is de tweede single van hun tweede studioalbum De La Soul Is Dead.
Het nummer gaat over fans die hun demotapes naar de band opsturen in de hoop op bekendheid. Daarmee wordt één fan in het bijzonder bedoeld: Breakestra-frontman Miles Tackett. Ring Ring Ring bevat een sample uit het nummer Help Is on the Way van The Whatnauts, en het refrein is gesampled uit Name and Number van Curiosity Killed the Cat. De baslijn is gesampled uit Beat van Lou Johnson, en de drums komen uit het anti-Nixonnummer Impeach the President van The Honey Drippers. Ring Ring Ring flopte in Noord-Amerika, maar werd in Europa en Oceanië wel een heel grote hit. In de Nederlandse Top 40 haalde het de 2e positie, en in de Vlaamse Ultratop 50 de 8e.